# Dichagyris himalayensis
Dichagyris himalayensis is een vlinder uit de familie uilen (Noctuidae). De wetenschappelijke naam is voor het eerst geldig gepubliceerd in 1933 door Turati.
De soort komt voor in Europa.